# (秘) 必殺現代版 主水の子孫が京都に現われた 仕事人vs暴走族
『㊙必殺現代版 主水の子孫が京都に現われた 仕事人vs暴走族』（マルひ ひっさつげんだいばん もんどのしそんがきょうとにあらわれた しごとにんブイエスぼうそうぞく）は、1982年12月31日の金曜21:30 - 23:18にテレビ朝日系列で放送された、朝日放送・松竹（京都映画撮影所、現・松竹撮影所）共同製作のテレビドラマ。主演は藤田まこと。
必殺シリーズの長時間スペシャル第3弾である。

## 概要
『必殺仕事人III』のレギュラー出演者が、現代の京都を舞台に悪を闇に葬る異色編。構成も異色で、藤田まことと他の出演者たちが撮影が終了した大晦日に集まり、秘密裏に制作したプライベート フィルムの完成お披露目会を行うという導入から始まり、CM前後には試写室に一旦場面が戻り、そのリアクションを見るスタジオ中継（VTR映像）を流す二元構成となっている。これがタイトルの「㊙」の由来である。
本作は仕事人の子孫たちが暴走族と戦うというものであるが、放送された1982年当時は、共同危険型暴走族の活動が全盛を迎えていた時期であった。また、暴走族は全員が殺され壊滅するわけではなく、仕事を行った翌日の新聞では「暴走族4人が死亡」と記載されていた。
3年後の1985年10月4日に『新装㊙必殺現代版 東京六本木・京都円山公園・大阪梅田 3元仕事人ナマ中継』として、ドラマ部を再編集したものが再放送された。
2007年にDVDソフト化されたが、ドラマ本編のみの収録となり、VTR収録の部分は削除されている。エンディングは完全に作り直されており、中継スタッフのクレジット表記が無い他、主題歌がインスト バージョンに差し替えられている。

## あらすじ
生命保険会社「昭和生命」訪問勧誘員の中村主水。手作りアクセサリー売りの村上秀夫。ピアノ調律師の山田勇次。個人タクシー運転手の長谷川加代の4人は、ごく普通のカラオケ仲間。しかし、彼らの先祖は、それぞれ仕事人として暗躍した中村主水、秀、勇次、加代であった。
ある日の夜、カラオケ店に居合わせた悪人と争いになり、4人は袋叩きにあうが、衝動的に先祖同様、4人で組んで、殺しを行おうとする。しかし、先祖の形見の得物（殺しの武器）は使い物にならず、殺しは失敗したかに見えたが、主水の偶発で成功してしまう。しかし「こんな危険なことはもう止めよう」ということになり、その後は平穏な生活に各々戻った。
そんな折、主水の顧客 吾助の娘が暴走族の標的になりレイプされた上、妻子ともに死んでしまう。主水は葬儀が終わった吾助の家を訪れると、彼は主水を受取人にして、5千万（事故死亡時、3倍の特約）という生命保険を自身にかける。行動に不審な物を感じた主水は加代たちに吾助を見張らせる。吾助は女物の洋服を買ったり、河原でスクーターの練習をするなどの不可解な行動を行っていた。
吾助の目的は復讐であり、妻子を殺した暴走族のメンバーを殺すことであった。吾助は女装すると夜中にスクーターを走らせ、目論み通りに近付いて来た暴走族のメンバーを殺そうとするが失敗に終わり、逆に殺害された。彼の死体を見つけた警察は女装という格好などから殺人ではなく、変死の扱いとなった。
主水は吾助の保険金を頼み料に仕事人として、彼ら一家の復讐をすることを仲間に提案する。了承した仲間たちは彼らの情報を集め、仕事の準備を進める。
仕事決行当夜。暴走族たちの暴走行為に紛れ、秀夫と勇次は主犯格の者たちを仕留めていく。主水は道路工事現場に赴くと、ルート変更の看板を崖の方向に変える。そうとは知らない暴走族たちは次々と崖下へ転落していくが暴走族のリーダーは生き残り、バイクで、主水と加代の前に突っ込んで来た。バイクは主水の上方を掠めるが、その際に主水が突き出した先祖の脇差が、燃料タンクに穴を開けた。走り去っていくバイクを見ながら、主水は漏れ出たガソリンに火を点ける。火はガソリンに沿って走っていき、リーダーが乗ったバイクを爆発させた。
翌日、主水は保険金を受け取るために会社の事務所を訪れる。そこに田中係長と調査部の男性社員、顧問弁護士が現れ「吾助は正常な判断が出来ていなかった」として、金の支払いを拒否する。田中たちは「それが不服なら裁判で争う」と主水に通告し、主水たちは結局、金を手に入れることができなかった。

## 登場人物

### 仕事人
中村主水
演 - 藤田まこと
生命保険会社「昭和生命」の保険勧誘員で、江戸時代に仕事人と呼ばれた南町奉行所の同心 中村主水の子孫。
先祖と同様の婿養子で、明治維新後の中村家は代々、警察官の家柄だったが、当人は警察アレルギーゆえに現在の職業に甘んじている。職場での無能振りが祟って、東京から京都に左遷された。
村上秀夫
演 - 三田村邦彦
手作りアクセサリーの路上販売をしている青年で、秀の子孫。
山田勇次
演 - 中条きよし
ピアノ調律師で、勇次の子孫。
長谷川加代
演 - 鮎川いずみ
個人タクシー（屋号は長谷川タクシー）の運転手で、加代の子孫。

### 関係者の子孫
中村せん
演 - 菅井きん
主水の姑で、せんの子孫。
中村りつ子
演 - 白木万理
主水の妻で、りつの子孫。
田中係長
演 - 山内敏男（現・山内としお）
昭和生命の係長で、主水の上司。筆頭同心 田中の子孫で、先祖と同様のオカマである。

### 仙田家
- 仙田吾助 - 芦屋小雁

主水の顧客。
- 仙田いく - 山口朱美

吾助の妻。裕子を追って自殺する
- 仙田祐子 - 中西紫野

吾助の娘。暴走族に襲われた末に自殺する。

### その他
- 一平 - ひかる一平

西順之助の子孫役では無く、京都の予備校生役であった。
- 暴走族
  - 健一 - 内田正之
  - 隆 - 渥美博
  - 弘平 - 葭川浩
  - 次郎 - 井上孝
- 昭和生命勧誘員
  - 新田 - 宮本毬子
  - 木下 - 三笠敬子
- 昭和生命調査部・木田 - 浜田雄史
- 昭和生命顧問弁護士・朝倉 - 芝弘
- ヤクザ - 浜伸二
- マンションの女 - 白礼花
- 刑事 - 国田栄弥、田中義章
- スーパーサンチェーン店長 - 千田一夫
- 舞妓 - 矢野裕子、斉田真由美
- スナックマスター - 鈴木猛士
- トレーナー - 西脇美智子

### 役名に関する補足
村上秀夫は三田村の映画デビュー作『限りなく透明に近いブルー』の原作者（兼監督）である、村上龍。長谷川加代は長谷川一夫。山田勇次はおりく役の山田五十鈴から、それぞれ拝借している。

## 殺し技
中村主水
先祖代々の脇差を使用するが錆付いているために使用できず、工事で迂回させ、自動車やバイクを運転する悪人を誘導し、崖から転落させる。
暴走族との対決ではバイクのガソリンタンクに抜けた脇差を刺し、マッチの火で漏れ出したガソリンに着火して爆発後、焼死させた。
村上秀夫
先祖代々の簪を使おうとするが派手すぎて使用できず、新しい簪を作り、走行中の暴走族のバイクを飛び回りながら悪人を刺し殺すという荒業を見せる。
山田勇次
先祖代々の三味線糸を使おうとするが古く、すぐに切れてしまい使用できず、ピアノ線を使い、悪人の首に巻き付け締め上げ、宙吊りにして弦を鳴らし、窒息死させる。
実際の殺しではストップウォッチを用い、橋の下のトンネルの端から端までの時間を計り、綿密にタイミングを計った上で暴走族の首を絞めた。
三味線糸の場合と同じく、最後に弦を弾くが、この時の音は弦を弾く音ではなく、鍵盤を順番に叩く音が挿入された。

## スタッフ
- 制作 - 山内久司（朝日放送）
- プロデューサー - 仲川利久、辰野悦央（朝日放送）、櫻井洋三（松竹）
- 脚本 - 吉田剛
- 音楽 - 平尾昌晃
- 照明 - 中島利男
- 制作主任 - 渡辺寿男、高坂光幸
- 制作補 - 武田功
- 美術 - 梅田千代夫
- 録音 - 広瀬浩一
- 調音 - 本田文人
- 編集 - 園井弘一
- 監督補 - 津島勝
- 助監督 - 都築一興
- 装飾 - 草川浩
- 記録 - 山村晶子
- 進行 - 鈴木政喜、三ツ田晴高
- 特技 - 宍戸大全
- バイクスタント - マイクスタントマンチーム
- 装置 - 新美術工芸
- 美術 - 八木かつら
- 衣装 - 松竹衣装
- 小道具 - 高津商会
- 現像 - 東洋現像所
- 監督・撮影 - 石原興
- 制作協力 - 京都映画株式会社（現・松竹撮影所）
- 制作 - 朝日放送、松竹

### 中継スタッフ／ABC
- 技術 - 尾池弥嗣
- カメラ - 村上明吉
- 音声 - 幸西徹昌
- 中継ディレクター - 森山浩一

## 主題歌
- 鮎川いずみ「冬の花」（CBSソニー（現・ソニー・ミュージックレコーズ））

作詞：石坂まさを、作曲：平尾昌晃、編曲：竜崎孝路
ただし、DVD版では主題歌がインスト バージョンに差し替えられているため、劇中の挿入歌として、クレジット表記されている。